# 마리스 얀손스
마리스 이바르스 게오르그스 얀손스(라트비아어: Mariss Ivars Georgs Jansons, 1943년 1월 14일 ~ 2019년 11월 30일)는 소련, 라트비아의 지휘자이다. 얀손스는 평생 동안 종종 세계 최고의 살아있는 지휘자로 언급되었다. 그는 말러, 슈트라우스, 차이코프스키, 라흐마니노프, 쇼스타코비치와 같은 작곡가의 해석자로 가장 잘 알려져 있다.
얀손스는 1943년에 라트비아 리가에서 태어났다. 1956년에 레닌그라드로 이주하여 지휘를 배우고 오스트리아에서 추가 훈련을 받았다. 그는 1979년에 소련 정부의 허가를 받아 2000년까지 노르웨이 오슬로 필하모닉에서 음악 지휘자로 일하였다. 또한 1997년부터 2004년까지 피츠버그 교향악단에서 지휘를 맡았다. 2003년부터 바이에른 방송 교향악단 상임 지휘자를 맡았으며 2004년부터 2015년까지는 로열 콘세르트헤바우 관현악단을 이끌었다.